# Elaine Princi
Elaine Princi (Chambersburg, 14 december 1946) is een Amerikaanse actrice.

## Carrière
Princi begon in 1969 met acteren in de televisieserie My World and Welcome to It. Hierna speelde ze rollen in films en -series (vooral soapseries) zoals Days of Our Lives (1978-1985), As the World Turns (1981-1982), All My Children (1990), One Life to Live (1989-1993) en Another World (1997-1998). Na 1999 ging Princi acteerles geven op het Los Angeles Pierce College.
Princi werd voor haar rol in de televisieserie One Life to Live in 1992 genomineerd voor de Soap Opera Digest Award in de categorie Uitstekende schurkenrol in een soapserie.

## Filmografie[3]

### Films
- 1998 Life of the Party: The Pamela Harriman Story – als vrouwe Cunard
- 1979 The Suicide's Wife – als Dorothy
- 1977 A Sensitive, Passionate Man – als Cindy

### Televisieseries
Uitgezonderd eenmalige gastrollen.
- 1997 Another World – als rechter Kathryn Reeves - 5 afl.
- 1990 – 1993 One Life to Live – als dr. Dorian Lord - 24 afl.
- 1990 All My Children – als dr. Dorian Lord - ? afl.
- 1978 – 1987 Days of our Lives – als Linda Patterson Philips Anderson - 136 afl.
- 1981 – 1983 As the World Turns - als Miranda Marlowe Hughes - 4 afl.
- 1969 The New People – als Sally – 2 afl.